# Gilson Andrade da Silva
Gilson Andrade da Silva (ur. 11 września 1966 w Rio de Janeiro) – brazylijski duchowny katolicki, biskup Nova Iguaçu od 2019.

## Życiorys
Święcenia kapłańskie przyjął 4 sierpnia 1991 i został inkardynowany do diecezji Petrópolis. Przez wiele lat był wicerektorem (1992-1997 i 1999-2004) oraz rektorem (2004-2011) diecezjalnego seminarium. Wykładał także w miejscowym instytucie teologicznym.
27 lipca 2011 papież Benedykt XVI mianował go biskupem pomocniczym archidiecezji São Salvador oraz biskupem tytularnym Noba. Sakry biskupiej udzielił mu 24 września 2011 ówczesny biskup Petrópolis - Filippo Santoro.
27 czerwca 2018 papież Franciszek mianował go biskupem koadiutorem diecezji Nova Iguaçu. Rządy w diecezji objął 15 maja 2019 po przejściu na emeryturę poprzednika.